# 河南街道 (蛟河市)
河南街道，是中华人民共和国吉林省吉林市蛟河市下辖的一个乡镇级行政单位。

## 行政区划
河南街道下辖以下地区：
先锋村、新民村、新胜村、杨木林子村、西荒地村、新屯村、东荒地村、直属村、东小蛟河村、南小蛟河村、德河沟村、黄花村、南甸子村、万宝村、红胜村、口钦村、新立村、安乐村、池水村、柳树林子村、碾子沟村、登场村、保家村、振兴村、八垧地村和牤牛河村。